# Claudio Longhi
Claudio Longhi (Bologna, 25 maggio 1966) è un direttore artistico e regista teatrale italiano dal 2020 direttore generale del Piccolo Teatro di Milano. Professore ordinario dell'Università di Bologna, è membro dell'Accademia Nazionale dei Lincei dal 2023..

## Biografia
Ha studiato e si è laureato con Ezio Raimondi all'Università di Bologna. Ha collaborato per otto anni con Luca Ronconi, facendo prima da assistente alla regia e in seguito da regista assistente (ha preso così parte a spettacoli quali Quer pasticciaccio brutto de via Merulana, 1996; Lolita, 2001; Infinities, 2002). È stato assistente alla regia di Eimuntas Nekrošius in occasione della messa in scena di Anna Karenina.

### Teatro
Nel 1999 ha diretto Marisa Fabbri in Democrazia di Andrea Balzola.
Tra il 2002 e il 2005 ha stabilmente collaborato con Franco Branciaroli, che ha diretto in numerosi allestimenti.
Nel 2006 ha firmato con Luca Ronconi la regia di Biblioetica. Dizionario per l'uso di Gilberto Corbellini, Pino Donghi e Armando Massarenti, spettacolo che rientrava nel Progetto Domani legato alle Olimpiadi Invernali di Torino.
Ha collaborato con il poeta Edoardo Sanguineti, dirigendo la prima messa in scena italiana integrale del suo testo Storie naturali (2006).
Dal 2008, a fianco della sua attività di regista, ha iniziato a ideare e gestire progetti teatrali (Shakespeare è un pezzo di carbone?, 2008-2010, Omaggio a Koltès, 2009, La resistibile ascesa di Arturo Ui, 2011, Il ratto d'Europa, Modena 2011-2014, Roma 2012-2014, Raccontare il territorio, 2013-2014, Beni comuni, 2014, Carissimi Padri..., Modena 2015-2016, Firenze 2016-).
Dal 2004 ha un sodalizio artistico con l'attore Lino Guanciale, che, oltre a essere presente in quasi tutti i suoi spettacoli, collabora anche ai suoi progetti teatrali e alle sue attività di formazione del pubblico e di didattica teatrale nelle scuole o in Università.
Ha insegnato Storia del Teatro alla Scuola del Piccolo Teatro di Milano dal 2005 al 2015. 
Dopo essere stato direttore del corso di alta formazione teatrale Raccontare il territorio (2013-2014, in collaborazione con Accademia Filarmonica di Bologna e CUBEC-Accademia di Bel Canto di Mirella Freni), nel 2015 – sempre per ERT Fondazione – ha assunto la direzione della Scuola di Teatro Iolanda Gazzerro “Laboratorio permanente per l'attore” a Modena.
Dal 2017 al 2020 è stato direttore di Emilia Romagna Teatro Fondazione.
Dal 1º dicembre 2020 ha assunto la direzione del Piccolo Teatro di Milano.

### Università
È professore ordinario in Discipline dello spettacolo all'Università di Bologna, dove insegna Storia della regia e Istituzioni di regia (l'insegnamento introdotto all'inizio degli anni settanta da Luigi Squarzina).
Si è occupato di storia della drammaturgia, della regia e dell'attore.

### Altro
Tra il 2010 e il 2012 ha fatto parte del gruppo di ricerca del Progetto Prospero – progetto teatrale internazionale che ha coinvolto il Théâtre Nationale de Bretagne di Rennes (Francia), il Théâtre de la Place di Liège (Belgio), Emilia-Romagna Teatro Fondazione di Modena (Italia), la Schaubühne am Lehniner Platz di Berlino (Germania), il Fundação Centro Cultural de Belém di Lisbona (Portogallo), il Tutkivan Teatterityön Keskus di Tampere (Finlandia).
Tra il 2011e il 2013 è stato membro della giuria del Premio Riccione per il Teatro, presidente Umberto Orsini.

## Ideazione e direzione di progetti teatrali
- 2008-2010 per ERT Fondazione idea e dirige il progetto Shakespeare è come un pezzo di carbone?
- 2009 per Teatro di Roma idea e dirige il Progetto Omaggio a Koltès
- 2010-2012 per ERT Fondazione e Teatro di Roma idea e dirige il progetto La resistibile ascesa di Arturo Ui
- 2011-2014 per ERT Fondazione idea e dirige il progetto Il ratto d'Europa. Per un'archeologia dei saperi comunitari – Modena
- 2012-2014 per Teatro di Roma idea e dirige il progetto Il ratto d'Europa. Per un'archeologia dei saperi comunitari - Roma
- 2012-2014 partecipazione al progetto Scena solidale – promosso da Regione Emilia-Romagna ed Emilia-Romagna Teatro Fondazione, per la rinascita delle comunità colpite dal terremoto del 2012 – ideando e dirigendo le rassegne L'eMilia e una… note (2013) e Emilia 2.0 (2014)
- 2013-2014 per ERT Fondazione idea e dirige il corso di alta formazione per attori, registi, dramaturg Raccontare il Territorio, per un'idea di teatro condiviso.
- 2014 per il Comune di Carpi, ERT Fondazione, ATER (su finanziamento del MIBACT) idea e dirige il Progetto Beni Comuni. Un teatro partecipato, per una cultura condivisa
- 2014-2016 per ERT Fondazione idea e dirige il progetto Carissimi Padri... Almanacchi della “Grande Pace” (1900-1915) – Modena e Cesena
- 2015-2016 per Fondazione Teatro della Toscana idea e dirige il progetto Carissimi Padri... Almanacchi della “Grande Pace” (1900-1915) – Firenze

## Regie teatrali
- Democrazia (Lia e Rachele) di Andrea Balzola, Teatro di Roma (1999)
- La Moscheta di Ruzante, Teatro de Gli Incamminati (2001)
- Ite missa est di Luca Doninelli, Piccolo Teatro di Milano-Teatro d'Europa (2002)
- Cos'è l'amore di Franco Branciaroli, Teatro de Gli Incamminati (2002)
- Caligola di Albert Camus, Teatro de Gli Incamminati (2003)
- La peste, da Albert Camus, Teatro de Gli Incamminati - Teatro Stabile di Torino (2003)
- Edipo e la Sfinge di Hugo von Hofmannsthal, Teatro de Gli Incamminati - Teatro Stabile del Veneto (2004)
- Lo Zio – Der Onkel di Franco Branciaroli, Teatro de Gli Incamminati - Teatro Stabile di Torino (2005)
- Storie Naturali di Edoardo Sanguineti, Alma Mater Studiorum-Università di Bologna - Comune di Bologna (2005)
- Salammbô. Studio teatrale per quattro attori e un pianoforte ispirato al romanzo di G. Flaubert, Sagra Musicale Malatestiana - Emilia-Romagna Teatro Fondazione (2005)
- Leopardi, da Giacomo Leopardi, Teatro Stabile di Torino (2005)
- Biblioetica. Dizionario per l'uso di G. Corbellini, P. Donghi, A. Massarenti co-regista con Luca Ronconi, Teatro Stabile di Torino (2006)
- Nella solitudine dei campi di cotone di Bernard-Marie Koltès, Teatro Festival Parma – Teatro Due di Parma (2006)
- La folle giornata o Il matrimonio di Figaro di P.-A. Caron de Beaumarchais, Teatro Stabile di Torino - Teatro Due di Parma - Teatro di Roma (2007)
- Prendi «un piccolo fatto vero» o Come si diventa materialisti storici da Edoardo Sanguineti, Associazione Culturale Mimesis (2008)
- La notte poco prima della foresta di Bernard-Marie Koltès, Associazione Culturale Mimesis (2009)
- Nell'alba dell'umano. Processo a Costanza musica di Adriano Guarnieri, libretto di Silvia Cecchi, Accademia Filarmonica di Bologna (2009)
- Io parlo ai perduti. Le vite immaginarie di Antonio Delfini di Roberto Barbolini, Emilia-Romagna Teatro Fondazione (2009)
- Omaggio a Koltès: Voci sorde, Sallinger e Nella solitudine dei campi di cotone di Bernard-Marie Koltès, Teatro di Roma (2009)
- Bologna per Sanguineti: parole, musica, teatro, Alma Mater Studiorum-Università di Bologna - Comune di Bologna (2010)
- La tirannide, da Senofonte, mise en espace, Emilia-Romagna Teatro Fondazione – Fondazione Collegio San Carlo (2010)
- La resistibile ascesa di Arturo Ui di Bertolt Brecht, Teatro di Roma - Emilia-Romagna Teatro Fondazione (2011)
- Le leggi, da Platone, mise en espace, Emilia-Romagna Teatro Fondazione – Fondazione Collegio San Carlo (2011)
- Prometeo di Eschilo, Istituto Nazionale del Dramma Antico-INDA (2012)
- Il Sofista, da Platone, mise en espace, Emilia-Romagna Teatro Fondazione – Fondazione Collegio San Carlo (2012)
- ÈuroDaPónteGranMózartTòur, Emilia-Romagna Teatro Fondazione – Accademia Filarmonica di Bologna – Cubec-Accademia di belcanto Mirella Freni (2013)
- Festa per Claudio Meldolesi. Testimonianze e azioni teatrali, Università di Bologna (2013)
- Il ratto d'Europa. Per un'archeologia dei saperi comunitari. Parte prima: Modena, Emilia-Romagna Teatro Fondazione - Teatro di Roma (2013)
- Il caso D'Annunzio. Prove di una fascinazione. Concerto drammatizzato in sei sequenze, Accademia Filarmonica di Bologna (2013)
- La Repubblica, da Platone, mise en espace, Emilia-Romagna Teatro Fondazione – Fondazione Collegio San Carlo (2014)
- Il ratto d'Europa. Per un'archeologia dei saperi comunitari. Parte seconda: Roma, Teatro di Roma - Emilia-Romagna Teatro Fondazione (2014)
- trilogia di spettacoli POLISaccaridi, S.I.L.O.S. (Se Il Lavoro Osasse Scomparire), Mirandolandia (Cubec-Accademia di Belcanto Modena - Emilia-Romagna Teatro Fondazione, in collaborazione con Accademia Filarmonica di Bologna, nell'ambito del VIE Festival 2014)
- Die Schutzbefohlenen / I rifugiati coatti di Elfriede Jelinek, mise en espace, CIMES Centro di ricerca applicata del Dipartimento delle Arti dell'Università di Bologna - Festival Focus Jelinek (2014)
- Carissimi Padri... «Molte cose sono in una cosa». Uno straniamento brechtiano, Emilia-Romagna Teatro Fondazione (2015)
- trilogia di spettacoli Istruzioni per non morire in pace: Patrimoni, Rivoluzioni, Teatro di Paolo Di Paolo, Emilia-Romagna Teatro Fondazione - Fondazione Teatro della Toscana (2016)
- La classe operaia va in Paradiso (dall'omonimo film di Elio Petri) di Paolo Di Paolo, Emilia-Romagna Teatro Fondazione (2018)
- La commedia della vanità di Elias Canetti, Emilia Romagna Teatro Fondazione, Teatro di Roma – Teatro Nazionale, Fondazione Teatro della Toscana, LAC Lugano Arte e Cultura (2019)
- Il peso del mondo nelle cose, drammaturgia di Alejandro Tantanian (2020)
- Ho paura torero, trasposizione di Alejandro Tantanian, regia di Claudio Longhi, Piccolo Teatro di Milano (2024)

## Libri
- Orlando furioso. Un travestimento ariostesco, edizione critica del copione di Edoardo Sanguineti (1996)
- La drammaturgia del Novecento. Tra romanzo e montaggio (1999)
- Tra moderno e postmoderno. La drammaturgia del Novecento (2001)
- Scrittura per la scena e metafisica (2004)
- L'«Orlando furioso» di Ariosto-Sanguineti per Luca Ronconi (2006)
- Teatro antico. Traduzioni e ricordi di Edoardo Sanguineti, curato con Federico Condello (2006)
- Marisa Fabbri. Lungo viaggio attraverso il teatro di regia (2010)

## Riconoscimenti
- 2011 – Premio dell'Associazione Nazionale Critici di Teatro per lo spettacolo La resistibile ascesa di Arturo Ui di Bertolt Brecht, come spettacolo dell'anno[6].
- 2013 – Premio UBU speciale per il progetto teatrale Il ratto d'Europa[7].